# Banque Saint Olive
Pour les articles homonymes, voir BSO.
La banque Saint Olive (BSO) est un établissement bancaire français fondé à Lyon en 1809 et spécialisé dans la gestion de fortune.

## Histoire
La banque est fondée en 1809 sous le nom de Maison de banque Galline. La famille Galline est d'origine genevoise et de religion protestante. Abraham Pierre Galline (1772-1847) est consul de Suisse à Lyon ; il possède les Coches du Rhône et les Messageries du Midi. Son fils Oscar (1812-1881), qui a été président de la chambre de commerce de Lyon, n'a pas de postérité. Par sa nièce Élisabeth Vidal-Galline, épouse de Gabriel Saint Olive (1828-1903), la banque passe sous le contrôle de la famille Saint Olive, qui la dirige toujours aujourd'hui et qui reste majoritaire au capital en dépit d’une participation importante de la Lyonnaise de banque.

## Sources
- Michel Lescure et Alain Plessis, Banques locales et banques régionales en Europe au XXe siècle, Paris, Albin Michel, 2015.